# بروتوس (نیویورک)
بروتوس (به انگلیسی: Brutus) یک منطقهٔ مسکونی در ایالات متحده آمریکا است که در شهرستان کایوگا، نیویورک واقع شده‌است. بروتوس ۵۸٫۲۷ کیلومتر مربع مساحت و ۴٬۴۶۴ نفر جمعیت دارد و ۱۳۴ متر بالاتر از سطح دریا واقع شده‌است.